# Moragon Stela
El Moragon Stela es un avión ultraligero de dos plazas de ala fija español diseñado y construido Aeromoragan con base en Casarrubios del Monte, España. El avión podía adquirirse totalmente armado o como un kit para aficionados.
El Stela es un monoplano reforzado de ala alta lado a lado con una estructura compuesta. Tiene un tren de aterrizaje de triciclo fijo y puede funcionar con un motor Jabiru 2200 de 80 hp (60 kW) o un Rotax 912 o 912S. Tiene un fuselaje monocasco construido en fibra de carbono. La alas están hechas de fibra de carbono y fibra de vidrio con herrajes de Aluminio 2024-T3 y riostras hechas en Aluminio 6061-T6.

## Aeromarmi Stella M1
La empresa mexicana Aeromarmi con sede en San Luis Potosí adquirió los derechos de fabricación del Stella M1 en el año 2006, el cual es potenciado un motor Jaribu-Aircraft J3300, y una hélice bipala de paso variable Sensenich serie Z de 64 pulgadas de diámetro. Sin embargo, las pocas ventas y la eliminación de la certificación de aeronavegabilidad por parte de la DGAC obligaron a la empresa mexicana a dejar de fabricar la aeronave en el año 2010 y solo produciéndoce 3 ejemplares, cuyas matrículas iniciales fueron:XB-LXH, XB-JZO y XB-KVL.

## Especificaciones
datos de: Certificado de aeronavegavilidad de tipo N°249, Aeromarmi
| Características generales       | Moragon Stela                                                         | Aeromarmi Stela M1                                                       |
| ------------------------------- | --------------------------------------------------------------------- | ------------------------------------------------------------------------ |
| Tripulación                     | 1                                                                     | 1                                                                        |
| Capacidad                       | 1 pasajero                                                            | 1 pasajero                                                               |
| Longitud                        | 6.5 m (21 ft 4 in)                                                    | 6.6 m (21 ft 8 in)                                                       |
| Envergadura                     | 10 m (32 ft 10 in)                                                    | 9.7 m (31 ft 10 in)                                                      |
| Altura                          | 2.4 m (7 ft 10 in)                                                    | 2.5 m (8 ft 2 in)                                                        |
| Peso vacío                      | 260 kg (573 lb)                                                       | 360 kg (794 lb)                                                          |
| Peso máximo al despegue         | 450 kg (992 lb)                                                       | 650 kg (1,433 lb)                                                        |
| Capacidad de combustible        | 70 lt (18.49 U.S. gal; 15.4 U.K. gal)                                 | 100 lt (26.4 U.S. gal; 19.99 U.K. gal)                                   |
| Motores (×1)                    | 1 × motor bóxer de 4 cilindros Jabiru 2200, 60 kW (80 hp) @ 3,300 rpm | 1 × motor bóxer de 6 cilindros Jabiru 3300, 89.5 kW (120 hp) @ 3,300 rpm |
| Hélice                          | Paso fijo: Batalla de 2 palas, 58 pulgadas                            | Paso variable: Sensenich serie Z de 2 palas, 64 pulgadas                 |
| Rendimiento                     |                                                                       |                                                                          |
| Velocidad máxima                | 160 km/h (99 mph; 86 kn)                                              | 217 km/h (135 mph; 117 kn)                                               |
| Velocidad de crucero            | 140 km/h (87 mph; 76 kn)                                              | 170 km/h (105 mph; 92 kn)                                                |
| Velocidad de entrada en pérdida | 55 km/h (34 mph; 30 kn)                                               | 69 km/h (43 mph; 37 kn)                                                  |
| Alcance                         | n.d.                                                                  | 610 km (379 MI; 334 NM)                                                  |
| Régimen de ascenso              | n.d.                                                                  | 4.4 m/s (880 ft/min)                                                     |